# Manganostibita
La manganostibita és un mineral de la classe dels òxids. Rep el seu nom de la seva composició química, la qual conté manganès i antimoni (stibium en llatí).

## Característiques
La manganostibita és un òxid de fórmula química (Mn,Fe)₇SbAsO₁₂. Cristal·litza en el sistema ortoròmbic. Es troba en forma de grans prismàtics subèdrics.
Segons la classificació de Nickel-Strunz, la manganostibita pertany a «04.BA: Òxids amb proporció Metall:Oxigen = 3:4 i similars, amb cations de mida petita i mitja» juntament amb el crisoberil.

## Formació i jaciments
Es troba en la fase tardana dels filons hidrotermals de dipòsits de manganès en pedra calcària. Sol trobar-se associada a altres minerals com: hausmannita, sonolita, katoptrita, humita o granat. Va ser descoberta l'any 1884 a la mina Brattfors, a Nordmark Odal Field (Filipstad, Värmland, Suècia), tot i que també ha estat descrita a altres mines i zones mineres de Suècia, com Långban, les mines de Lahäll, la mina Jakobsberg, la mina Kitteln o la Moss.